# 外人レスラー
外人レスラー（がいじんレスラー）は、日本のプロレス用語。外国から日本のプロレス団体に招聘された外国籍のプロレスラー。ガイジンレスラーと全てカタカナで表記されることもある。外国人レスラー（がいこくじんレスラー）、海外レスラー（かいがいレスラー）とも呼ばれる。レスラーをプロレスラー、選手（せんしゅ）に置き換える場合もある。

## 概要
大手プロレス団体においてはアメリカ、メキシコ、時にはヨーロッパのマットから来日したレスラーが多く見られる。なお、昭和期の韓国人レスラー（大木金太郎など）については、外国陣営で試合をすることもあったが、総じて「外人レスラー」には含まないことが多かった（一般社会における「外人」の用法と同様である）。さらには、一時期のザ・デストロイヤー、メデューサのような「日本陣営に参加した外人レスラー」や、太陽ケアやバッドラック・ファレ、デビー・マレンコのようにデビュー時から一貫して団体に正式所属しているレスラーも存在する（後述）。この場合、外人レスラーとして扱われないケースが多い。一方、ケニー・オメガ、ジョー・ドーリング、ヘイリー・ヘイトレッドのようにフリーながら日本に定着するレスラーも少なからず存在するが、これについては各参戦団体によりけりである（例えばケニーの場合、団体によってはレギュラー参戦していたDDTプロレスリングの選手として扱われる場合もあった）。
また、タッグマッチにおいて両チームが「日本組」、「外人組」と表現されることもあった。

## 歴史
日本史上初の外人レスラーは1921年に来日したドイツ出身のアド・サンテル（1887年-1966年）である。この来日では柔道とレスリングの中間の試合が行われ、日本側は4人の柔道家がリングに上がった。なお、講道館は公式対戦を拒否しており、4人の柔道家達は講道館に背いた形で対戦したのであった。田鶴浜弘は1980年代に「帰国したサンテルを追ってプロレスラーになるべく、4人の大相撲幕下力士がアメリカに渡ったという説がある」と話してミスター高橋に調査を依頼した。だが、サンテルについては謎が多く、年代の近いビンス・マクマホン・シニアですら詳しくは知らなかった。
日本のプロレス史が力道山&木村政彦組対シャープ兄弟による日米対抗戦の形式で始まったこともあり、日本のプロレスは他のスポーツには見られないほど外国人選手が大きな位置を占めるジャンルとして推移してきた。ジャイアント馬場の全日本プロレスとアントニオ猪木の新日本プロレスの抗争においても、「重要な外人ルートはアメリカ・マット界に顔が広い馬場が抑えている」というのは馬場にとって大きな利点で、猪木の日本人対決や異種格闘技戦もそれに対抗するために編み出された面があった。
1980年代以降日本人対決が主流になったが、それでも外国人抜きでメジャー団体の長期シリーズが行われることはまずない。ビル・ロビンソン、ドリー・ファンク・ジュニア、テリー・ファンク、ミル・マスカラスなど外人のベビーフェイスも日本のプロレス史には存在するほか、位置付けとしてはヒールだったがヒールの枠を越えた人気者になった例としてアブドーラ・ザ・ブッチャー、スタン・ハンセン、ブルーザー・ブロディなどがいる。かつての全日本女子プロレスでは、日本人ヒールが定着した1970年代後半以降、来日外国人を日本人ヒール（ブラック軍団、極悪同盟など）と組ませることが多く、後にブル中野のアメリカでの活躍にもつながった。最近では前出のマスカラスやビッグバン・ベイダーのように日本で興行を手がける外人レスラーも存在する。
海外ではトレーニング施設の確保や移動、そして宿泊先の手配は自身で、状況によっては自費で行わなければならないのに対し、日本ではほとんどの団体が、移動手段や宿泊先を団体側で手配し、トレーニングに関しても団体の道場が無料で使える等、食事以外は全て招聘した団体が面倒をみてくれるので楽という理由から、日本での活動に魅力を感じる外国人選手もいる。また、若手の選手の中には日本でレベルの高いテクニックを身に着けたいという理由から、日本での試合を熱望する選手もいる。
日本以外でも「外国人」「外国系」というのはヒールの基本的な要素の一つである。特に右派色が強いWWEでは、反米的な国の出身者や関係者という設定のヒールレスラーがたびたび登場する。湾岸戦争の際にサージェント・スローターがフセインの友人というギミックで登場したり、イラク戦争の際にはイラク攻撃に反対したフランスに対する当てつけとして反米フランス人ギミックのラ・レジスタンスが登場している。

## 日本のプロレス団体所属の外国人選手
日本のプロレス団体に一時期、あるいはデビューから一貫して正式所属選手として契約する外国人選手も存在する。この場合は、便宜上、外人レスラーとして扱わない場合がほとんどである。また、留学生として来日した選手の場合は、その扱いは時と場合により分かれる。以下に、代表的な選手を挙げる（五十音順、名称は所属当時の最も新しいもの）。
新日本プロレス
- カール・アンダーソン
- ジャイアント・バーナード
- バッドラック・ファレ - デビュー時より一貫して所属。
- プリンス・デヴィット
- ジュース・ロビンソン
- ブルー・ウルフ
- ケニー・オメガ
- ザック・セイバーJr.
- トーア・ヘナーレ
- ジェイ・ホワイト
- デビッド・フィンレー
- ヒクレオ
- ウィル・オスプレイ
- ロビー・イーグルス
- ジェフ・コブ
- マスカラ・ドラダ
- マイケル・エルガン
- ジョシュ・バーネット
- ロン・ウォーターマン
- TJP
- アレン・コージ
- クリス・ベノワ
- ブラック・キャット

全日本プロレス
- ザ・デストロイヤー
- アントン・ヘーシンク - デビュー時より一貫して所属。
- プリンス・トンガ - 所属選手としてデビュー。後に非所属。
- ジョン・テンタ - 所属選手としてデビュー。後に非所属。
- 曹駿 - デビュー時より一貫して所属。
- 太陽ケア - 所属選手としてデビュー。後に非所属。

プロレスリング・ノア
- エディ・エドワーズ - 所属選手として再デビュー。後に非所属。
- シェイン・ヘイスト
- マーシャル・フォン・エリック - 所属選手としてデビュー。後に非所属。
- マイキー・ニコルス
- リッキー・マルビン
- ロス・フォン・エリック - 所属選手としてデビュー。後に非所属。
- クワイエット・ストーム

国際プロレス
- 稲妻二郎 - デビュー時より解散まで所属。

プロレスリングZERO1
- クレイグ・クラシック
- ジェイソン・リー
- ジェームス・ライディーン

全日本女子プロレス
- アメージング・コング - デビュー時より解散まで所属。
- デビー・マレンコ - デビュー時より一貫して所属。
- メデューサ・ミセリー
- モンスター・リッパー - 所属選手としてデビュー。後に非所属。
- レジー・ベネット

## 人気アンケート
朝日新聞2015年(平成27年)5月2日
土曜日 beランキング、記憶に残る昭和の外国人レスラーで、人気アンケートを実施している。
調査の方法は、朝日新聞デジタルの会員に登録されている方を対象にウェブサイトで4月上旬にアンケートをとったという。回答者数は1378人。昭和の日本プロレス界に参戦した外国人レスラーで、 知名度の高い55人のリストトから、もう一度見たいと思う人名を答えるもの。
１位はアブドーラ・ザ・ブッチャーで、二位はザ・デストロイヤー。3位以下はスタン・ハンセン、ルー・テーズ、アンドレ・ザ・ジャイアント、ミル・マスカラス、 ハルク・ホーガン、タイガー・ジェット・シン、ボボ・ブラジル、グレート東郷の順。
11位以下はシャープ兄弟、テリー・ファンク、ビル・ロビンソン、アントン・へーシンク、ドリー・ファンク・ジュニア、ブルーザー・ブロディー、フレッド・ブラッシー、フリッツ・フォン・エリック、ダイナマイト・キッド、ロード・ウォーリアーズの順。
21位以下は、ハロルド坂田、キラー・コワルスキー、ブルーノ・サンマルチノ、ブラック・タイガー、ザ・シーク、ジン・キニスキー、ビッグバン・ベイダーの順。